# Babiana auriculata
Babiana auriculata är en irisväxtart som beskrevs av Gwendoline Joyce Lewis. Babiana auriculata ingår i släktet Babiana och familjen irisväxter. Inga underarter finns listade i Catalogue of Life.